# Japan Cup
Japan Cup Cycle Road Race (japonsky ジャパンカップサイクルロードレース) je jednodenní mužský cyklistický závod konaný v Ucunomiji v Japonsku od roku 1992. Závod se koná obvykle v říjnu a od roku 2020 je součástí UCI ProSeries.

## Historie
Závod se koná od roku 1992 na okruhu kolem lesního parku v Ucunomiji, na němž se v roce 1990 konalo mistrovství světa v silniční cyklistice.
Japan Cup byl součástí UCI Road World Cupu 1996. V roce 2008 se závod stal součástí UCI Asia Tour na úrovni 1.HC. V roce 2020 se závod stal součástí nově vzniklé UCI ProSeries, ale ročníky 2020 a 2021 byly zrušeny kvůli pandemii covidu-19.
Od roku 2010 se den před samotným závodem v centru Ucunomije koná exhibiční závod Japan Cup Criterium.

## Seznam vítězů
| Rok  | Země                               | Jezdec                             | Tým                                |
| ---- | ---------------------------------- | ---------------------------------- | ---------------------------------- |
| 1992 | Belgie                             | Hendrik Redant                     | Lotto–Mavic–MBK                    |
| 1993 | Itálie                             | Claudio Chiappucci                 | Carrera Jeans–Tassoni              |
| 1994 | Itálie                             | Claudio Chiappucci                 | Carrera Jeans–Tassoni              |
| 1995 | Itálie                             | Claudio Chiappucci                 | Carrera Jeans–Tassoni              |
| 1996 | Švýcarsko                          | Mauro Gianetti                     | Team Polti                         |
| 1997 | Japonsko                           | Jošijuki Abe                       | Mapei–GB                           |
| 1998 | Belgie                             | Fabien De Waele                    | Lotto–Mobistar                     |
| 1999 | Itálie                             | Sergio Barbero                     | Mercatone Uno–Bianchi              |
| 2000 | Itálie                             | Massimo Codol                      | Lampre–Daikin                      |
| 2001 | Itálie                             | Gilberto Simoni                    | Lampre–Daikin                      |
| 2002 | Itálie                             | Sergio Barbero                     | Lampre–Daikin                      |
| 2003 | Itálie                             | Sergio Barbero                     | Lampre                             |
| 2004 | Německo                            | Patrik Sinkewitz                   | Quick-Step–Davitamon               |
| 2005 | Itálie                             | Damiano Cunego                     | Lampre–Caffita                     |
| 2006 | Itálie                             | Riccardo Riccò                     | Saunier Duval–Prodir               |
| 2007 | Itálie                             | Manuele Mori                       | Saunier Duval–Prodir               |
| 2008 | Itálie                             | Damiano Cunego                     | Lampre                             |
| 2009 | Dánsko                             | Chris Anker Sørensen               | Team Saxo Bank                     |
| 2010 | Irsko                              | Dan Martin                         | Garmin–Transitions                 |
| 2011 | Austrálie                          | Nathan Haas                        | Genesys Wealth Advisers            |
| 2012 | Itálie                             | Ivan Basso                         | Liquigas–Cannondale                |
| 2013 | Nový Zéland                        | Jack Bauer                         | Garmin–Sharp                       |
| 2014 | Austrálie                          | Nathan Haas                        | Garmin–Sharp                       |
| 2015 | Nizozemsko                         | Bauke Mollema                      | Trek Factory Racing                |
| 2016 | Itálie                             | Davide Villella                    | Cannondale–Drapac                  |
| 2017 | Itálie                             | Marco Canola                       | Nippo–Vini Fantini                 |
| 2018 | Austrálie                          | Robert Power                       | Mitchelton–Scott                   |
| 2019 | Nizozemsko                         | Bauke Mollema                      | Trek–Segafredo                     |
| 2020 | Nejelo se kvůli pandemii covidu-19 | Nejelo se kvůli pandemii covidu-19 | Nejelo se kvůli pandemii covidu-19 |
| 2021 | Nejelo se kvůli pandemii covidu-19 | Nejelo se kvůli pandemii covidu-19 | Nejelo se kvůli pandemii covidu-19 |
| 2022 | Spojené státy americké             | Neilson Powless                    | EF Education–EasyPost              |
| 2023 | Portugalsko                        | Rui Costa                          | Intermarché–Circus–Wanty           |
| 2024 | Spojené státy americké             | Neilson Powless                    | EF Education–EasyPost              |